# Steven Fulop
Steven Fulop (ur. 28 lutego 1977) – amerykański polityk demokratyczny, radny, a od 2013 roku burmistrz Jersey City.

## Życiorys
Urodzony 28 lutego 1977 roku w żydowskiej rodzinie imigrantów. Dorastał w Edison w stanie New Jersey. Jego ojciec był właścicielem sklepu spożywczego, w którym młody Fulop pomagał po szkole i w weekendy. Jego matka pracowała w biurze imigracyjnym. Ukończył Binghamton University, a następnie uzyskał MBA na Uniwersytecie Nowojorskim. W czasie studiów na Binghamton University spędził pewien okres na Uniwersytecie Oksfordzkim.
Po ukończeniu edukacji podjął pracę w banku Goldman Sachs, najpierw w Chicago, a potem w Nowym Jorku, jednak po kilku latach wstąpił do wojska i po przeszkoleniu od 14 stycznia 2003 roku przez pół roku służył w piechocie morskiej w Iraku w batalionie wsparcia inżynierskiego. Wchodził w skład jednostki, która jako jedna z pierwszych wkroczyła do Bagdadu. Jego postawa i porzucenie kariery biznesowej na rzecz służby w armii sprawiły, że stał się bohaterem materiałów informacyjnych redagowanych przez amerykańskie wojska w Iraku. Po zakończeniu służby wrócił do USA w stopniu kaprala i otrzymał propozycję wejścia do polityki od ówczesnego burmistrza Jersey City, również weterana piechoty morskiej.
W 2004 roku Fulop bez powodzenia (12,61%) ubiegał się o nominację Partii Demokratycznej w wyborach do Senatu ze stanu New Jersey. Rok później z wynikiem 62,91% uzyskał mandat w radzie miasta Jersey City, a w 2013 roku z wynikiem 52,97% wygrał wybory na burmistrza. W czasie swojej kadencji Fulop wprowadził dla pracowników instytucji miejskich płacę minimalną i płatne zwolnienia chorobowe, zalegalizował wynajem mieszkań turystom za pomocą serwisu Airnbnb oraz uruchomił sieć wypożyczalni rowerów, a także promował równouprawnienie mniejszości seksualnych. W listopadzie 2017 roku z wynikiem 77,44% uzyskał reelekcję.
Aktywny społecznie, w okresie pobytu w Chicago pracował społecznie w centrum dla maltretowanych dzieci i angażował się w zbiórki funduszy charytatywnych. W Jersey City działał w stowarzyszeniu sąsiedzkim i został przewodniczącym The Historic Paulus Hook Association.
Odznaczenie i wyróżnienia:
- Overseas Deployment Ribbon
- Meritorious Masts
- Presidential Unit Citation